# San Estanislao
San Estanislao ist mit über 55.000 Einwohnern die größte Stadt in dem paraguayischen Departamento San Pedro. Sie ist auch unter dem Namen Santaní bekannt.

## Geschichte
San Estanislao wurde am 28. November 1750 von dem Jesuiten Sebastián de Yegros als eine der letzten Jesuiten-Missionen gegründet und ist nach dem Heiligen Stanislaus Kostka benannt. 
In der Nähe gibt es einige kalte Quellen, auf Guaraní Ykuá (kaltes Wasser) genannt, denen magische Eigenschaften nachsagt werden.
1869, während des Tripel-Allianz-Krieges war die Stadt vorübergehend Hauptstadt Paraguays. In den 90er Jahren des 19. Jahrhunderts wurde sie ein wichtiges Handelszentrum der englisch-argentinischen La Industrial Paraguaya, die in der Nähe große Ländereien für den Mate-Anbau erworben hatte.

## Söhne und Töchter
- Eustaquio Pastor Cuquejo Verga (1939–2023), Ordensgeistlicher, Erzbischof von Asunción